# کارمینه جوویناتزو
کارمینه جوویناتزو (انگلیسی: Carmine Giovinazzo؛ زادهٔ ۲۴ اوت ۱۹۷۳) بازیگر، نویسنده و خواننده اهل ایالات متحده آمریکا است. وی از سال ۱۹۹۶ میلادی تاکنون مشغول فعالیت بوده‌است.
از فیلم‌ها یا برنامه‌های تلویزیونی که وی در آن نقش داشته‌است، می‌توان به معبر وحشت، سی‌اس‌آی، سی‌اس‌آی: میامی، سی‌اس‌آی: نیویورک، سقوط شاهین سیاه، در دستان دشمن و به عشق مسابقه اشاره کرد.